# (2460) Mitlincoln
(2460) Mitlincoln (1980 TX4) – planetoida z pasa głównego asteroid okrążająca Słońce w ciągu 3,39 lat w średniej odległości 2,26 au. Odkryta 1 października 1980 roku.